# Хальск
Хальск — деревня в Качугском районе Иркутской области России. Входит в состав Харбатовского муниципального образования. Находится примерно в 21 км к юго-востоку от районного центра.

## Население
По данным Всероссийской переписи, в 2010 году в деревне проживал 81 человек (40 мужчин и 41 женщина).